# Галимзянов, Асгат Галимзянович
Асгат Галимзянович Галимзя́нов (тат. Әсгать Галимҗан улы Галимҗанов, Äsğät Ğalimcanov; 2 марта 1936, Булым-Булыхчи, Татарская АССР, РСФСР, СССР — 3 января 2016, Казань, Республика Татарстан, Российская Федерация) — советский, татарстанский и российский благотворитель. Работая возчиком на Казанском колхозном рынке, выращивал скот у себя в сарае и на вырученные деньги подарил более 80 пассажирских автобусов и легковых автомобилей детским домам Советского Союза и России. Стал прообразом памятника благотворителю в центре Казани.

## Биография
Родился и вырос в деревне: с детства ухаживал за скотиной, ловил рыбу, косил сено, работал в колхозе. По ночам вся семья Галимзяновых лепила и выжигала кирпичи на продажу.

 Об отце: — Его все уважали на селе, и за любую помощь он не брал денег, — говорит он. — И меня учил не трогать чужое, поддерживать немощных. Сегодня одни хвастаются богатством, другие — не могут заработать. А ведь деньги всегда на земле лежат, нужно только поднять их: разведи скот, трудись — и всё будет, — объясняет он. — А мне не надо золота, не привык я к этому.— А. Г. Галимзянов
После службы в армии работал милиционером, затем водителем автокрана. В конце 1970-х годов начал работать возчиком Бауманского райпищеторга Казани, развозил товары на казанском Колхозном рынке и стал использовать отходы рынка на корм скоту в подсобном хозяйстве.
Держать скот населению было строго запрещено, поэтому Асгат сконструировал для них подземное жилище в сарае по соседству со своим конём Орликом. Асгат вырыл погреб, провёл туда воду, установил свет, придумал механизмы для подачи корма и уборки навоза. Каждый день мужчина вёз отходы с рынка в сарай и кормил ими поросят. Навоз убирал ночью, запрягая собак в сани, чтобы не было слышно стука копыт. Для этого вставал каждый день в три утра.
Выращенный скот сдавал государству. Так Галимзянов зарабатывал в течение 12 лет, а о его ферме никто не знал шесть лет благодаря тому, что всё хозяйство мужчина держал в идеальной чистоте. Деньги хранил под кроватью в эмалированном тазике.
ОБХСС завёл на Галимзянова уголовное дело, но за него вступились директора нескольких детдомов, которым он помогал, и Асгату Галимзяновичу официально разрешили держать скот. Рядом с домом выделили пустырь, на котором он завёл быков, до 300 голов.

### Благотворительная деятельность
Благотворительную деятельность начал с помощи детскому дому № 1 Казани: купив целую телегу яблок, груш и апельсинов, отвёз её детдомовцам, в то время как фрукты могли себе позволить далеко не все семьи. В дальнейшем также покупал для детей фрукты и тёплую одежду, автомобиль Нива, автобус ПАЗ; проводил с ними время, катая на телеге.

 — Он всегда был очень скромно одет, можно даже сказать, бедно: протёртая на локтях куртка или телогрейка. Его по нескольку лет видели в одной одежде… — Конечно, его считали чудаком. Но все вопросы он пресекал мгновенно, говорил: «На развитие хозяйства я себе оставляю, семью кормлю. А если остаётся лишнее — почему бы и не отдать нуждающимся!» — Светлана Ивановна Деркач, врач-дефектолог Казанского детского дома №1
Деньги он перечислял почти во все детские дома Татарстана, Чувашии и Башкортостана, в несколько домов престарелых, пострадавшим во время аварии на Чернобыльской АЭС, в разрушенную землетрясением Армению, семьям погибших на подводной лодке «Курск».
В 2010 году Асгат Галимзянов отдал свою новую квартиру в центре Казани семье нуждавшихся переселенцев из Казахстана и вернулся жить в деревянный дом без водопровода на улице Межлаука по соседству с Колхозным рынком. До этого большая семья беженцев из семи человек, включая лежачую бабушку, ютилась в коммуналке.
Считал себя счастливым человеком, потому что «выполнил своё единственное призвание — помогать людям».

## Звания и награды
- Орден Трудового Красного Знамени (1987).
- Орден «За заслуги перед Республикой Татарстан» (2005)[5].
- Золотая медаль имени Льва Толстого Российского детского фонда (1990)[6] — присуждается Международной ассоциацией детских фондов за выдающий вклад в дело защиты детства.
- Международная премия Андрея Первозванного «За Веру и Верность» (2007)[7].
- Почётный гражданин Казани (2005).

## Памятник в Казани

Памятник благотворителю в Казани

30 августа 2008 года у стен Казанского кремля был открыт памятник благотворителю (Q53906786) работы скульптора Асии Миннуллиной. Памятник представляет собой бронзовую скульптурную композицию извозчика, ведущего под уздцы лошадь, и телеги, на которой сидят дети. Скульптор придала фигуре возчика черты Асгата Галимзянова.
Композицию изготовили на личные средства семьи первого президента Татарстана Минтимера Шаймиева, который дружил с благотворителем.
В апреле 2016 года сквер, в котором находится памятник, получил имя Асгата Галимзянова.